# Wolfstieg-Gesellschaft
La Wolfstieg-Gesellschaft è un'associazione indipendente e pubblica fondata nel 1913 in Germania. Il suo scopo è la promozione della ricerca massonica-scientifica e rappresenta una piattaforma di dialogo tra massoni e non massoni.
Prende il nome dal famoso massone tedesco August Wolfstieg (1859-1922), autore della Bibliographie der Freimaurerischen Literatur. Nel 1901 fondò la prima scuola per bibliotecarie.
I membri si vedono non solo come sponsor della ricerca, ma anche come co-creatori di un futuro migliore e comune, che deriva dalla ricerca nel passato. Oggi l'associazione ha membri provenienti da diversi paesi, come l'Italia, i Paesi Bassi, l'Ungheria, la Svizzera, l'Austria, la Danimarca e l'Inghilterra.
L'associazione riassume e pubblica i risultati dei suoi studi su quaderni, edizioni speciali e libri.

## Storia
Durante il periodo iperinflazionistico degli anni 1920 interruppe temporaneamente il suo lavoro, che fu ripreso nel 1926 alla conferenza dell'Associazione dei Massoni tedeschi a Bad Homburg vor der Höhe. A quei tempi, l'associazione venne chiamata Wolfstieg-Gesellschaft in onore dell'eponimo (postmortem).
Durante il periodo della Germania nazista, tutte le attività massoniche erano proibite. Dopo la Seconda guerra mondiale si pensò di riattivare la Wolfstieg-Gesellschaft e l'Associazione dei Massoni Tedeschi (fondata originariamente nel 1861), ma a causa delle condizioni notevolmente indebolite dei Massoni tedeschi, ciò non accadde mai.
Nel 2020, la Wolfstieg-Gesellschaft è stata rilanciata come associazione pubblica di ricerca indipendente con sede a Bad Homburg vor der Höhe. Contemporaneamente fu riattivato il suo mandato di promozione della ricerca massonica-scientifica e come piattaforma dialogica tra massoni e non massoni. Così può svolgere nuovamente il suo compito con una storia di oltre 100 anni.